# Brunnenthal (Köditz)
Brunnenthal ist ein Gemeindeteil der Gemeinde Köditz im Landkreis Hof (Oberfranken, Bayern). Die Gemarkung Brunnenthal hat eine Fläche von 4,290 km². Sie ist in 632 Flurstücke aufgeteilt, die eine durchschnittliche Fläche von 16146,81 m² haben. In ihr liegen neben dem namensgebenden Ort die Gemeindeteile Papiermühle, Saalenstein und Scharten. Zum Gemeindeteil zählen Altes Schloß und die Machersiedlung.

## Geografie
Das Dorf liegt südlich der Sächsischen Saale. Die Staatsstraße 2192 führt nach Unterkotzau (2,2 km südöstlich) bzw. die Bundesautobahn 72 unterquerend an Saalenstein vorbei nach Joditz (3,6 km nordwestlich).

## Geschichte
1629 wurden Brunnenthal als Vorwerk für das Rittergut Unterkotzau errichtet. Zu diesem gehörten ursprünglich zwei Söldengüter. Die Hochgerichtsbarkeit hatte das bayreuthische Stadtvogteiamt Hof. Die aus Böhmen geflüchteten Herren von Sechzebus erhielten grundherrliche Ansprüche. Ihnen folgten die Herren von Gellhorn. Danach fiel das Lehen an Bayreuth heim. Brunnenthal gehörte zur Realgemeinde Unterkotzau. Gegen Ende des 18. Jahrhunderts bestand Brunnenthal aus sieben Anwesen. Das Kastenamt Hof war Grundherr der Anwesen.
Von 1797 bis 1810 unterstand Brunnenthal dem Justiz- und Kammeramt Hof. Nachdem im Jahr 1810 das Königreich Bayern das Fürstentum Bayreuth käuflich erworben hatte, wurde der Ort bayerisch. Infolge des Ersten Gemeindeedikts wurde Brunnenthal dem 1812 gebildeten Steuerdistrikt Issar zugewiesen. Zugleich entstand die Ruralgemeinde Brunnenthal mit den Orten Papiermühle und Saalenstein. Sie war in Verwaltung und Gerichtsbarkeit dem Landgericht Hof zugeordnet und in der Finanzverwaltung dem Rentamt Hof (1919 in Finanzamt Hof umbenannt). Ab 1862 gehörte Brunnenthal zum Bezirksamt Hof (1939 in Landkreis Hof umbenannt). Die Gerichtsbarkeit blieb beim Landgericht Hof (1879 in Amtsgericht Hof umgewandelt). In den 1950er Jahren wurde Scharten von Joditz nach Brunnenthal umgemeindet. Dadurch vergrößerte sich die Gebietsfläche der Gemeinde von 2,551 km² auf 4,247 km². Im Zuge der Gebietsreform in Bayern wurde die Gemeinde Brunnenthal am 1. Mai 1978 nach Köditz eingemeindet.

### Bodendenkmal
- Burgstall Altes Schloss, frühgeschichtliche Anlage, bereits 1390 devastiert. In der Nähe wurden Nürnberger Münzen und Scherben des 13. Jahrhunderts gefunden.[13][14]

### Einwohnerentwicklung
Gemeinde Brunnenthal
| Jahr      | 1819  | 1840   | 1852   | 1855   | 1861   | 1867   | 1871   | 1875   | 1880   | 1885   | 1890   | 1895   | 1900   | 1905   | 1910   | 1919   | 1925   | 1933   | 1939   | 1946   | 1950  | 1952   | 1961   | 1970   |
| Einwohner | 86    | 171    | 178    | 188    | 203    | 246    | 122    | 132    | 148    | 143    | 146    | 141    | 118    | 124    | 113    | 125    | 139    | 136    | 139    | 292    | 302   | 359    | 531    | 560    |
| Häuser    |       |        |        |        |        |        | 22     |        |        | 22     | 21     |        | 19     |        |        |        | 21     |        |        |        | 33    |        | 65     |        |
| Quelle    | [ 8 ] | [ 16 ] | [ 16 ] | [ 16 ] | [ 17 ] | [ 18 ] | [ 19 ] | [ 20 ] | [ 21 ] | [ 22 ] | [ 23 ] | [ 16 ] | [ 24 ] | [ 16 ] | [ 25 ] | [ 16 ] | [ 26 ] | [ 16 ] | [ 16 ] | [ 16 ] | [ 9 ] | [ 16 ] | [ 10 ] | [ 27 ] |

Ort Brunnenthal
| Jahr      | 1799  | 1819  | 1861   | 1871   | 1885   | 1900   | 1925   | 1950  | 1961   | 1970   | 1987  |
| Einwohner | 36    | 40    | 42     | 48     | 50     | 43     | 51     | 100   | 274    | 302    | 236   |
| Häuser    | 7     |       |        |        | 9      | 8      | 8      | 12    | 25     |        | 42    |
| Quelle    | [ 7 ] | [ 8 ] | [ 17 ] | [ 19 ] | [ 22 ] | [ 24 ] | [ 26 ] | [ 9 ] | [ 10 ] | [ 27 ] | [ 1 ] |

## Religion
Brunnenthal ist evangelisch-lutherisch geprägt und bis heute nach St. Michaelis (Hof) gepfarrt.